# 加布林根
加布林根是德国巴伐利亚州的一个市镇。总面积26.74平方公里，总人口4616人，其中男性2342人，女性2274人（2011年12月31日），人口密度173人/平方公里。